# Xylem Water Solutions
Xylem är ett vattenteknikbolag som med drygt 17000 anställda globalt, verkar för att lösa världens vattenproblem. Företaget tillverkar pumpar, omrörare, luftare, UV- och ozonrenare samt filtreringsutrustning för vattenrening. Forskning och utveckling av varumärket Flygt sker i Sundbyberg. Tillverkningen sker huvudsakligen i Lindås, Shenyang, Buenos Aires och Herford. Huvudkontoret ligger i Washington. 
Företaget är en del av det konsortium som driver Hammarby Sjöstadsverket, en och forskningsanläggning för ny och förbättrad teknik för reningsverk. Man samarbetar även med Vilhelm Mobergsgymnasiet i Emmaboda genom att upplåta lokaler åt elever på Industritekniska programmet.

## Varumärken
- Flygt – Pumpar och omrörare
- Sanitaire – Luftare
- Leopold – Filter
- Wedeco – UV-vattenrenare
- Godwin - Förbränningsmotor drivna prime pumpar
- Lowara - Torrt uppställda pumpar,Cirkulationspumpar

## Historik[3]
Företagets historia började 1901 då smeden Peter Alfred Stenberg startade gjuteri och smedja i Lindås. Företaget bytte 1912 namn till Lindås Gjuteri & Formfabriks AB. 1917 överlät Peter Alfred företaget till sina fyra äldsta söner Bernhard, William, Sigfrid och Tage.
År 1929 inleddes ett samarbete med Hilding Flygt. Hilding Flygt hade tillsammans med professor Hjalmar O. Dahl vid Tekniska högskolan konstruerat den så kallade vertikala värmeledningspumpen, i vilken motorn satt ovanför pumpen istället för vid sidan om den. En sådan pump tog mindre plats och blev avsevärt mycket driftsäkrare än de konventionella, horisontella pumparna. Hilding saknade dock ekonomiska och tekniska resurser att själv tillverka pumpen. Då satte han in en annons i Svenska Dagbladet, där han efterlyste en verkstad eller ett gjuteri, som ville samarbeta med honom. Den här annonsen lästes av bröderna Tage, Agne och Erik Stenberg och det kom att bli ett fruktbart samarbete.
År 1947 utvecklade företagets chefsingenjören Sixten Englesson den första dränkbara länspumpen. När tillverkningen av länspumpar startade var Wedaverken i Södertälje leverantör av aluminiumkomponenter ända fram till 1956 då Flygt startade ett eget gjuteri. Wedaverken svarade med att 1958 lansera sin egen dränkbara länspump. 1956 utvecklade man den första dränkbara avloppspumpen som kombinerade ett pumphjul med stort genomlopp tillsammans med en integrerad elmotor skyddad av mekaniska plantätningar.
År 1962 bytte bolaget namn till Stenberg-Flygt AB. Efter försäljning till ITT Industries 1968 bytte bolaget först namn till Flygt AB för att 1991 ta namnet ITT Flygt AB. År 2008 bytte man på nytt namn, nu till ITT Water & Wastewater AB.
År 2011 delades ITT i tre nya företag: ITT Corporation, ITT Exelis och Xylem. Flygt ingår numera i Xylem.